# Paul Raschein senior
Paul Raschein (* 5. Februar 1864, anderes Datum 5. Mai 1864 in Malix; † 13. November 1935 ebenda) war ein Schweizer Landwirt, Jurist und Politiker (Liberale).

## Leben

### Familie
Paul Raschein war der Sohn des Juristen und Politikers Luzius Raschein und dessen Ehefrau Ursula (* 1839; † 1913), der Tochter von Paulus Wilhelm, Landwirt und Landammann aus Peist.
Er war mit Theodora (Dora) (* 1873; † 1958) verheiratet, die dem Churer Ratsgeschlecht Bavier entstammte und die Tochter des Churer Bankdirektors Albert Bavier († 4. November 1925 in Chur); gemeinsam hatten sie zwei Söhne, zu denen der gleichnamige Politiker Paul Raschein (* 30. September 1901 in Malix; † 28. August 1982 ebenda) zählte.
Paul Raschein wurde im Familiengrab in Malix beigesetzt.

### Werdegang
Paul Raschein besuchte die Bündner Kantonsschule in Chur. Anschliessend immatrikulierte er sich zu einem Studium der Rechtswissenschaften und der Philosophie an der Universität Bern, das er später im Ausland fortsetzte.
Nach dem Studium war er in Malix als Rechtsanwalt tätig. Von 1903 bis 1907 und von 1914 bis 1930 amtete er als Kantonsrichter. Daneben betrieb er einen landwirtschaftlichen Betrieb.
1905 erfolgte seine Wahl in den Kreiseisenbahnrat IV. 1906 lehnte er aber seine Wahl ab, worauf ihm Johann Anton Caflisch folgte. 1909 wurde er in den Verwaltungsrat der Rhätischen Bahn gewählt.
Raschein wurde 1905 Präsident der Aktiengesellschaft, die gegründet worden war, um das Waldhotel Pradaschier in Churwalden zu erwerben und betreiben. In der Zeit von 1918 bis 1924 wirkte er als Präsident des Verwaltungsrats der Bündner Kraftwerke. Von 1919 bis 1924 war im Verwaltungsrat der Julierhof AG in Champfèr bei St. Moritz und war 1920 Präsident des Verwaltungsrats der Maschinenfabrik Chur AG in Chur.
1891 gehörte er als Oberleutnant dem 31. Infanterie-Regiment an. 1893 erfolgte seine Beförderung zum Hauptmann und 1898 wurde er als Major zum Kommandanten des Schützenbataillons Nr. 12 ernannt, bis er 1900 zum Kommandanten des Schützenbataillons 92 gewählt wurde. 1902 erfolgte seine Beförderung zum Oberstleutnant. und er wurde 1915 in den Territorialdienst versetzt.

### Politisches Wirken
Paul Raschein war ein Verkehrs- und Energiepolitiker. Er setzte sich für die umstrittene Zulassung des Autos in Graubünden ein, nachdem der Kleine Rat am 17. August 1900 das Autofahren in Graubünden verboten hatte. Das Verbot bestand bis 1925.
In der Zeit von 1891 bis 1899, von 1901 bis 1907 und von 1923 bis 1929 wirkte er als Freisinniger im Bündner Grossen Rat (Legislative), den er 1904 präsidierte. Von 1907 bis 1913 war er Mitglied des Kleinen Rats (Exekutive) und leitete dort anfangs das Bau- und Forstdepartement, bevor er 1909 das Volkswirtschaftsdepartement übernahm. Überdies amtete er als Kreispräsident für den Kreis Churwalden.
1916/1917 gehörte er dem Schweizerischen Komitee für Vorbereitung des Völkerbundes an, dessen Präsident der aus Österreich stammende Sozialwissenschaftler, Pazifist und Sozialdemokrat Rudolf Broda (ca. 1880 – 1932) war.
Vom 4. Dezember 1911 bis zum 1. November 1919 und vom 16. März bis zum 6. Dezember 1925 war er als Nachfolger des verstorbenen Johann Anton Caflisch Mitglied des Nationalrats. In dieser Zeit stimmte er 1913 für die Annahme des Gotthardvertrags.

### Mitgliedschaften
Paul Raschein gehörte dem Schweizer Alpen-Club Alpina an und er war seit 1891 Mitglied der Historisch-Antiquarischen Gesellschaft von Graubünden.